# 別府警察署

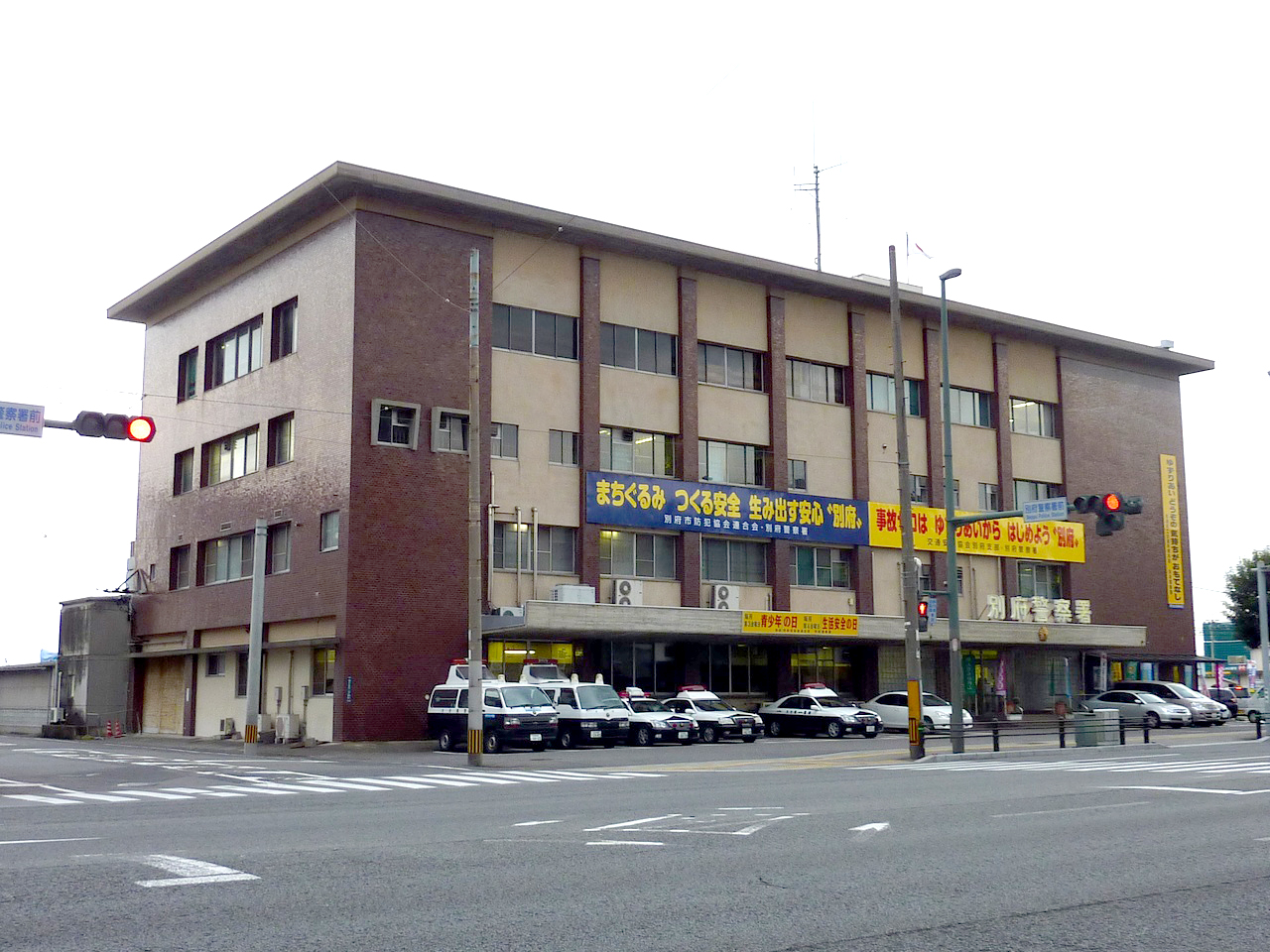
別府警察署旧庁舎（餅ケ浜町）

別府警察署（べっぷけいさつしょ）は、大分県警察が管轄する警察署の一つ。

## 概要
大分県内にある15の警察署の中で、人員規模では大分中央警察署に次いで2番目に大きい。
別府市田の湯町の地方職員共済組合別府保養所「つるみ荘」跡地に新築移転し、2014年6月16日に業務を開始している。新庁舎は、鉄筋コンクリート構造、地下1階、地上4階建て。内装には日田市産のヒノキが多く用いられている。

## 沿革
- 1880年（明治13年）11月 - 南町に大分県警察別府分署を設置[6]。
- 1893年（明治26年）4月8日 - 立田町に新築移転[6]。
- 1929年（昭和4年）7月 - 浜町（浜脇埋立海岸）に移転[7]。
- 1969年（昭和44年）11月 - 餅ケ浜町に新庁舎が完成[8]。
- 1969年（昭和44年）12月19日 - 餅ケ浜町の新庁舎で業務開始[8]。
- 2014年（平成26年）6月16日 - 田の湯町の新庁舎で業務開始[3]。

## 隠しカメラ設置事件
2016年7月の第24回参議院議員通常選挙公示前の6月、同署署員が選挙期間中に民進党支援団体が入居する別府市の建物の敷地内に隠しカメラを設置していた事が、同年8月に明らかになった。

## 組織
- 総務課
- 会計課
- 留置管理課
- 生活安全課
- 地域課
- 刑事第一課
- 刑事第二課
- 交通課
- 警備課

## 交番
- 亀川交番 - 別府市亀川浜田町16-9
- 鉄輪交番 - 別府市大字鶴見692-1
- 別府駅交番 - 別府市駅前町11-7
- 南部交番 - 別府市浜町1-5
- 山の手交番 - 別府市南荘園町25

## アクセス
- 鉄道 - JR九州日豊本線別府駅西口から徒歩約?分
- バス - 亀の井バス「別府駅西口」停留所、亀の井バス・大分交通「別府駅前」停留所下車